# الموسيقى المبكرة للجزر البريطانية

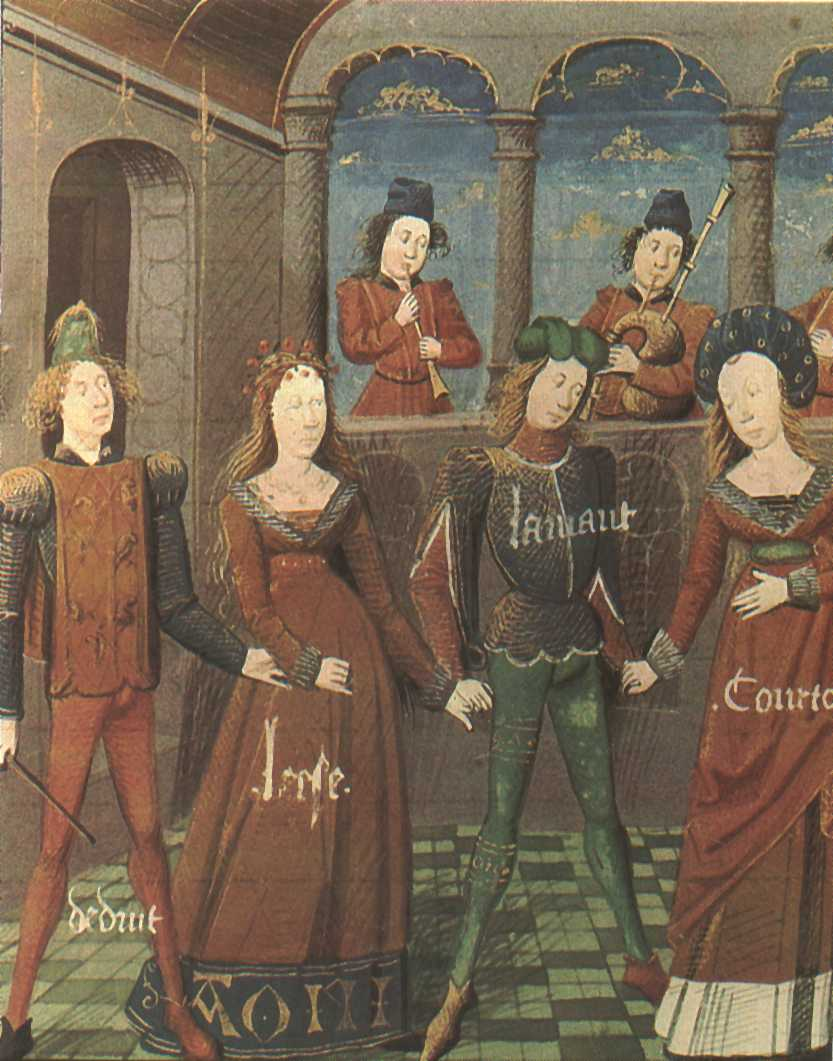

كانت الموسيقى المبكرة للجزر البريطانية، من أقدم الأوقات المسجلة حتى بدايات الباروك في القرن السابع عشر، ثقافة متنوعة وغنية، بما في ذلك الموسيقى المقدسة والعلمانية، والمتراوحة من الشعبية إلى النخبوية. احتفظت كل من الدول الرئيسية في إنجلترا، وأيرلندا، واسكتلندا، وويلز بأشكال فريدة من الموسيقى والآلات، لكن الموسيقى البريطانية تأثرت بشدة بالتطورات القارية، في حين قدم الملحنون البريطانيون مساهمة مهمة في العديد من الحركات الرئيسية في الموسيقى المبكرة في أوروبا، بما في ذلك البولفونية في الآرس نوفا، ووضع بعض أسس الموسيقى الكلاسيكية الوطنية والدولية اللاحقة. طور الموسيقيون من الجزر البريطانية أيضًا بعض الأشكال المميزة للموسيقى، بما في ذلك الانشودة السلتية، والكونتولواز كونتولواز، والراوند، والانتيفون النفوي المتعدد، والكارول في عصر القرون الوسطى؛ والمادريجال الإنجليزية، والعود، ومسرحيات الماسك في عصر النهضة؛ ما أدى إلى تطوير أوبرا اللغة الإنجليزية في ذروة الباروك في القرن الثامن عشر.

## موسيقى العصور الوسطى حتى عام 1450
تشير المصادر الباقية إلى وجود مشهد صوتي موسيقي غني ومتنوع في بريطانيا في العصور الوسطى. عادة ما يميز المؤرخون بين الموسيقى الكنسية، المصممة للاستخدام في الكنيسة، أو في الاحتفالات الدينية، والموسيقى العلمانية للاستخدام من المحاكم الملكية والبارونية، والاحتفالات ببعض المناسبات الدينية، إلى وسائل الترفيه العامة والخاصة للشعب. فهمنا لهذه الموسيقى محدود بسبب عدم وجود مصادر مكتوبة للكثير مما كان ثقافة شفوية.

### الموسيقى الكنيسة
في العصور الوسطى المبكرة، كانت الموسيقى الكنسية يهيمن عليها الموسيقى أحادية الصوت. أدى التطور المنفصل للمسيحية البريطانية من التأثير المباشر لروما حتى القرن الثامن، بثقافتها الرهبانية المزدهرة، إلى تطوير شكل متميز من الترنيمات الشعائرية السلتية. على الرغم من عدم وجود أية تدوينات لهذه الموسيقى، إلا أن المصادر اللاحقة تشير إلى أنماط لحنية مميزة. استبدل هذا، كما هو الحال في أي مكان آخر في أوروبا، من القرن الحادي عشر بالغناء الجريجوري. أصبحت نسخة هذه الأغنية المرتبطة بالطقوس الدينية المستخدمة في أبرشية ساليسبري، واستخدام ساروم، الذي سُجل لأول مرة من القرن الثالث عشر، مهيمنًا في إنجلترا. أصبحت الأنشودة السارومية نموذج الملحنين الإنجليز حتى حُلّ محله في الإصلاح في منتصف القرن السادس عشر، مما أثر على إعدادات القداس والتراتيل وترانيم التمجيد. تأثرت الموسيقى الأسكتلندية بشكل كبير بالتطورات القارية، مع شخصيات مثل المنظر الموسيقي في القرن الثالث عشر سيمون تيلر الذي درس في باريس، قبل أن يعود إلى اسكتلندا حيث قدم العديد من الإصلاحات لموسيقى الكنيسة. تحتوي مجموعات الموسيقى الأسكتلندية مثل «ولفنبوتل 677» التي تعود للقرن السادس عشر، والمرتبطة بسنت أندروز، على تركيبات فرنسية في الغالب، ولكن مع بعض الأنماط المحلية المميزة. تعود التأشيرات الأولية للموسيقى الويلزية الناجية إلى القرن الرابع عشر، بما في ذلك ماتينز، ولادز، وصلاة الغروب لعيد القديس ديفيد.

### الموسيقى العلمانية
تشترك أيرلندا واسكتلندا وويلز في تقاليد الشعراء، الذين تصرفوا كموسيقيين، ولكن أيضًا كشعراء، ورواة قصص، ومؤرخين، وعلماء الأنساب، والمحامين، معتمدين على تقاليد شفوية امتدت إلى الأجيال. غالبًا ما يرافقون بعضهم على القيثارة، ويمكن رؤيتهم أيضًا في سجلات البلاط الأسكتلندي طوال فترة العصور الوسطى. نعلم أيضًا من أعمال جيرالد أوف ويلز أن الغناء الجماعي كان جزءًا رئيسيًا من الحياة الاجتماعية للناس العاديين في ويلز على الأقل منذ القرن الثاني عشر. منذ القرن الحادي عشر، كانت الحفلات الغنائية العلمانية مهمة بشكل خاص في الموسيقى العلمانية الإنجليزية، وكانت مرتبطة أحيانًا بأسرة ثرية، أو بلاط نبيل أو ملكي، ولكن غالبًا ما تنتقل من مكان إلى آخر ومناسبة إلى أخرى في السعي وراء دفع المال. يبدو أن العديد منهم ألفوا أعمالهم الخاصة، ويمكن رؤيتهم كأول الملحنين العلمانيين، وبعضهم قطع الحدود الدولية، ونقل الأغاني وأنماط الموسيقى. نجاة الموسيقى العلمانية محدود أكثر بكثير من الموسيقى الكنيسة؛ لأن محو الأمية، والنوتة الموسيقية على وجه الخصوص كانت محفوظة لرجال الدين في هذه الفترة. ومع ذلك، لوحظ البعض في بعض الأحيان من قبل رجال الدين الذين لديهم اهتمام بالموسيقى العلمانية. أنتجت إنجلترا على وجه الخصوص ثلاثة أشكال موسيقية علمانية مميزة في هذه الفترة وهم الراوند، والانتيفون النفوي المتعدد، والكارول.

## عصر النهضة حوالي 1450 -1660
يمكن رؤية تأثير إنسانية عصر النهضة على الموسيقى في إنجلترا في أواخر القرن الخامس عشر تحت حكم إدوارد الرابع (حكم في الأعوام 1461-1483) وهنري السابع (حكم في الأعوام 1485-1509). على الرغم من أن تأثير الموسيقى الإنجليزية في القارة انخفض من منتصف القرن الخامس عشر حيث أصبحت مدرسة بورغنديان القوة المهيمنة في الغرب، استمرت الموسيقى الإنجليزية في الازدهار مع أول مؤلفين حصلوا على الدكتوراه في أكسفورد وكامبريدج، بما في ذلك توماس سانتيريست، الذي كان عميد كلية كينجز كامبريدج، وهنري أبينجدون، الذي كان معلم موسيقى في كاتدرائية ووستر ومن، وفي الأعوام 1465-1483 معلم موسيقى ملكية. قام إدوارد الرابع بترخيص ورعاية أول نقابة موسيقيين في لندن عام 1472، وهو نمط نُسخ في مدن رئيسية أخرى حيث شكل الموسيقيون نقابات، مما أدى إلى احتكار محلي بتنظيم أكبر، ولكن تدريجيًا أنهى دور المنشد المتجول. كان هناك عدد متزايد من الموسيقيين الأجانب، وخاصة أولئك من فرنسا وهولندا، في البلاط، وأصبحوا أغلبية من المعروف توظيفهم في وفاة هنري السابع. قامت والدته، السيدة مارغريت بوفورت، الراعي الرئيسي للموسيقى خلال فترة حكمه، بتكليف عدة عروض لأعياد طقسية جديدة وعادية من القداس. وكانت النتيجة أسلوبًا متقنًا للغاية يوازن بين أجزاء كثيرة من الإعدادات، وينبأ بموسيقى عصر النهضة المسبقة في الأماكن الأخرى. يمكن رؤية تطورات مماثلة في اسكتلندا. في أواخر القرن الخامس عشر، دُرّبت سلسلة من الموسيقيين الأسكتلنديين في هولندا قبل العودة إلى ديارهم، بما في ذلك جون برون، وتوماس إنجليس، وجون فيتي، وأصبح آخرهم معلمًا في مدرسة الأغنية في أبردين ثم أدنبره، حيث قدموا تقنية الخمسة الأصابع الجديدة في عزف الأورج. أعاد جيمس الرابع في عام 1501 إعادة بناء الكنيسة الملكية داخل قلعة ستيرلنغ، مع جوقة جديدة وموسعة، وأصبح محور الموسيقى الليتورجية الأسكتلندية. جاءت التأثيرات البرغندية والإنجليزية إلى الشمال مع ابنة هنري السابع مارجريت تيودور، التي تزوجت جيمس الرابع في 1503. في ويلز، كما في أي مكان آخر، كان النبلاء المحليون يستخدمون الإنجليزية أكثر بشكل تدريجي وبدأ التقليد الباردديكي في الانخفاض، ما أدى إلى عقد أول آيستيدفاد من عام 1527، في محاولة للحفاظ على التقليد. في هذه الفترة، يبدو أن معظم الملحنين الويلزيين يميلون إلى عبور الحدود والبحث عن عمل في الأسر الإنجليزية الملكية والنبيلة، بما في ذلك جون لويد (حوالي 1475-1523) الذي كان يعمل في أسرة إدوارد ستافورد، دوق باكنغهام الثالث وأصبح رجلًا نبيلًا في تشابل رويال من 1509، وروبرت جونز (ازدهر حوالي 1520-1535) الذي أصبح أيضًا رجلًا نبيلُا في تشابل رويال.